# Kołatek
Kołatek (Anobium) – rodzaj chrząszczy z rodziny kołatkowatych (Anobiidae).
Osiągają długość ciała ok. 4 mm. Drążą w drewnie korytarze, przez które wychodzą na zewnątrz, obok wylotu korytarza samice składają jaja, a wyklute larwy przez korytarze przedostają się w głąb. Ich pożywieniem jest drewno, a błonnik trawiony jest za pośrednictwem bakterii znajdujących się w jelitach. Nazwa kołatek pochodzi od odgłosu powodowanego przez chrząszcze przywabiające się wzajemnie stukaniem przednią częścią ciała o ścianki korytarzy.

## Systematyka
Do rodzaju Anobium zaliczane są gatunki:
- Kołatek domowy
- Kołatek uparty